# Staples (Texas)
Staples è un centro abitato degli Stati Uniti d'America situato nella contea di Guadalupe dello Stato del Texas.
La popolazione era di 267 persone al censimento del 2010.